# Nebit
Nebit est un fonctionnaire de l'Égypte ancienne sous le règne du roi Sésostris III. Il occupait le poste de vizir. Il était donc le fonctionnaire le plus important de la cour royale. Nebit n'est connu que par son grand mastaba qui a été fouillé à côté de la pyramide du roi à Dahchour. Le mastaba a été construit en briques de boue puis recouvert de pierres. Déjà dans les temps anciens, la pierre de haute qualité a été pillée et utilisée pour d'autres projets de construction ou simplement pour brûler de la chaux. Cependant, un mur de la façade du mastaba s'était déjà effondré et avait été recouvert de sable avant que les pillards ne démontent le reste du bâtiment. La façade préservée porte le nom et le titre de Nebit, mais aussi le nom du roi. Dans les vestiges du mastaba découverts par Jacques de Morgan le buste d'une statue en granodiorite. Le fragment n'est pas inscrit mais représente très probablement Nebit. 
La chambre funéraire souterraine de Nebit avait déjà été volée lors de sa découverte. Cependant, à côté de la chambre funéraire de Nebit, il y avait une chambre pour une femme appelée Satwerut, peut-être l'épouse de Nebit. Sa chambre a été retrouvée intacte et contenait encore les cercueils de la dame, ses vases canopes et ses bijoux. 